# The Tall Target
The Tall Target is een Amerikaanse misdaadfilm uit 1951 onder regie van Anthony Mann.

## Verhaal
In 1861 is de New Yorkse agent John Kennedy bang voor een aanslag op de Amerikaanse president Lincoln. Zijn oversten hechten geen geloof aan zijn verhaal. Hij neemt de nachttrein naar Washington en gaat op zoek naar de samenzweerders.

## Rolverdeling
| Acteur            | Personage             |
| ----------------- | --------------------- |
| Dick Powell       | John Kennedy          |
| Paula Raymond     | Ginny Beaufort        |
| Adolphe Menjou    | Kolonel Caleb Jeffers |
| Marshall Thompson | Lance Beaufort        |
| Ruby Dee          | Rachel                |
| Richard Rober     | Luitenant Coulter     |
| Leif Erickson     | Vreemdeling           |
| Will Geer         | Homer Crowley         |
| Florence Bates    | Charlotte Alsop       |